# Distorsio parvimpedita
Distorsio parvimpedita is een slakkensoort uit de familie van de Personidae. De wetenschappelijke naam van de soort is voor het eerst geldig gepubliceerd in 1998 door Beu.